# Hydraecia ultima
Hydraecia ultima là một loài bướm đêm trong họ Noctuidae.